# Jean-Jacques Beauvarlet-Charpentier
Jean-Jacques Beauvarlet-Charpentier /ʒɑ̃ˈʒak bovaʁˈlɛ ʃaʁpɑ̃ˈtje/ (Abbeville, 28 giugno 1734 – Parigi, 6 maggio 1794) è stato un compositore, organista e clavicembalista francese.

## Biografia
Suo padre è lavandaio, organista e organaro. Verso il 1748 la famiglia si stabilisce a Lione e il padre lascia il mestiere di lavandaio per diventare titolare dell'organo dell’Hospice de la Charité. Nell'agosto del 1759, Jean-Jacques suona uno dei suoi concerti al Concert Spirituel di Parigi.
Alla morte del padre, nel 1763, ne prende il posto all’Hospice de la Charité e dallo stesso anno è organista nei concerti dell'Accademia delle belle arti di Lione. Verso il 1763 sposa Marie Bérol, una cantante che farà carriera a Lione e a Parigi. Nel luglio 1766 nasce il figlio Jacques-Marie, anche lui organista e compositore.
Nel 1771 la famiglia si sposta a Parigi, dove Jean-Jacques diventa organista nell'abbazia reale di san Vittore. L'anno successivo succede a Louis-Claude Daquin all'organo di san Paolo dopo aver superato il concorso.
La sua reputazione è tale che il 15 maggio 1781 viene invitato, insieme a Claude Balbastre, Armand-Louis Couperin e Nicolas Séjan, a inaugurare l'organo della chiesa di Saint-Sulpice rifatto da François-Henri Clicquot. Nel 1788 il figlio Jacques-Marie lo sostituisce a san Paolo. Infine, viene nominato uno dei quattro organisti titolari della cattedrale di Notre-Dame di Parigi dal 1783 al 1793. Secondo Alexandre-Étienne Choron, il congedo forzato da san Paolo e da san Vittore e la distruzione degli organi «gli causarono un dolore estremamente profondo; la salute gli si guastò rapidamente». Morì a Parigi, il 6 maggio 1794, poco prima di compiere i 60 anni.

## Opere
- 6 sonate per clavicembalo (1764), perdute
- 2 concerti per organo (1765), perduti, segnalati da Vallas
- Ier et IIe Recueil d’ariettes d’opéras bouffes per clavicembalo, violino obbligato, 2 corni ad lib. (c. 1769)
- Op. 1: Premier livre de pièces de clavecin: La Cécile - La Demargnola - La Nouvelle - La Siran, aria - La Cascastel - La Suzanne - La Remond, aria - La Pestalozi - La Pitras - La Tourrette - La Bressol, aria - Minuetto - La Colesse - La Motet - La Desavenier - La Delaroüe, chasse; Paris et Lyon (v. 1770)
- Op. 2: 6 sonate per clavicembalo o fortepiano e violino (1772)
- Op. 3: 6 sonate per clavicembalo o fortepiano e violino (1774); n. 2 «dans le goût de la simphonie concertante»
- Op. 4: 3 sonate per clavicembalo o fortepiano e violino (1775); n. 3 «dans le goût de la simphonie concertante»
- Op. 5: Airs choisis variés per clavicembalo o fortepiano (1776)
- Op. 6: 6 Fugues per clavicembalo o fortepiano (1777)
- Op. 7: 3 Magnificat per clavicembalo o fortepiano (c. 1777)
- Op. 8: 3 sonate «dans le goût de la simphonie concertante» per clavicembalo e violino (1777)
- Op. 9: IIe Recueil de six airs choisis variés per clavicembalo, fortepiano o arpa (c1778); nn. 4–6 con violino obbligato
- Op. 10: 2 concerti per clavicembalo o fortepiano (1778)
- Op. 11: IIIe Recueil de petits airs choisis et variés per clavicembalo, fortepiano o arpa (1779)
- Op. 12: IVe Recueil de six airs choisis et variés per clavicembalo o fortepiano; 2 sono in duo (1782)
- Op. 13: 12 Noëls variés pour orgue, avec un Carillon des morts (1782)
- Op. 14: Airs variés per clavicembalo o fortepiano a quattro mani (1782)
- Op. 15: Messe en sol mineur pour l’orgue (c. 1782)
- Op. 16: Ier Recueil d’airs tirés de l’opéra de Renaud, arr. per clavicembalo o fortepiano, violino ad lib (1783)
- Op. 17: IIe Recueil d’airs tirés de l’opéra de Blaise et Babet per clavicembalo o fortepiano (1784)
- Op. 17: Recueil contenant douze noëls en pot-pourri, O filii et 5 airs variés, suivis de 7 préludes, arr. per clavicembalo o fortepiano (1784)
- Op. 18: Recueil contenant l’ouverture d’Iphigénie de M. Gluck et six airs variés (1786)
- Op. 19: Recueil d’airs variés per clavicembalo, perduto, citato in un catalogo del 1786
- Op. 20: Ouverture d’Iphigénie [Gluck], arrangée et variée, per fortepiano (1788), perduta
- Op. 21: Recueil d’airs connus et variés per due fortepiani (1788), perduto
- Journal d’orgue à l’usage des paroisses et communautés religieuses, 12 pubblicazioni, dal giugno 1784 al marzo 1785 :

1ª consegna: messa in mi minore (1784)
2ª consegna: sei fughe (1784)
3ª consegna: due Magnificat, il primo in sol minore, il secondo in sol maggiore (1784)
4ª consegna: messa in re minore (1784)
5ª consegna: quattro inni (1784)
6ª consegna: Messe Royale de Dumont en ré mineur, s. d. (1784)
7ª consegna: quattro inni Opus perigisti, Hymne pour le jour de l’Ascension - Veni Creator, Hymne pour le jour de la Pentecôte - Pange lingua, Hymne pour le jour de la Fête-Dieu - Hymne pour la Dédicace de l’Église.
8ª consegna: varie prose per le festività dell'anno.
9ª consegna: due Magnificat, il primo in fa maggiore del sesto tono, il secondo in re maggiore del settimo tono, con un Carillon des Morts « pour le Gloria Patri au Magnificat de la Toussaint », s. d. (fra il dicembre 1784 e il marzo 1785)
10ª consegna: Messe en sol mineur
11ª consegna: due Magnificat, il primo in sol maggiore (ottavo tono), il secondo in re minore (primo tono) in cui si trovano dei noëls variés.
12ª consegna: tre inni pour le jour de S. Jean-Baptiste - pour l’Assomption - pour l’Avent (Conditor); 4 Grands Chœurs pour les rentrées de procession, les jours de grandes fêtes.
- Arie e arrangiamenti in « Feuilles de Terpsichore », Journal hebdomadaire, ecc. (1782–93)

## Discografia
- Jean-Jacques Beauvarlet-Charpentier, œuvres pour orgue. Marina Tchebourkina aux grandes orgues historiques de l’Abbatiale Sainte-Croix de Bordeaux. CD I–II. — Paris : Natives, 2007. EAN|3760075340087